# Campeonato mundial de hockey sobre patines masculino
El Campeonato mundial masculino de hockey sobre patines es una competición entre las mejores Selecciones nacionales masculinas de hockey patines y es organizado por el Comité Internacional de Hockey sobre Patines.

## Campeonato Mundial A

### Primera época: simultaneidad con el Campeonato Europeo (1936-1956)
Las selecciones nacionales de Inglaterra, Francia, Alemania y Suiza, creadoras en 1924 de la Federación Internacional de Patinaje sobre Ruedas (FIRS, actualmente Word Skate), junto a las posteriormente incorporadas Italia y Bélgica, comienzan a disputar a partir de 1926 y de forma anual el Campeonato de Europa. Se incorpora Portugal en 1929. Tras disputarse 8 ediciones, en 1936 se da al campeonato la doble condición de "mundial" y "europeo", aunque los 7 seleccionados participantes fueran exclusivamente europeos.
El campeonato vuelve a tener condición de "mundial" 3 años después, en 1939. Tras el obligado paréntesis provocado por la Segunda Guerra Mundial, la competición se reanuda en 1947, celebrándose a partir de entonces con frecuencia anual hasta 1956.
No es hasta la 4.ª edición (1948) cuando participa por primera vez un seleccionado no europeo: Egipto. Y en la 9.ª edición (1953) se incorpora por primera vez un sudamericano: Brasil. En la 10.ª edición (1954) también lo hacen Chile y Uruguay. Durante este periodo se incorporan otras selecciones europeas como España en 1947, Países Bajos en 1948, Dinamarca e Irlanda en 1951, Noruega en 1954 y Yugoslavia en 1955.
En 1951 el equipo español gana por primera vez el campeonato del mundo realizado en Barcelona, de la mano del posterior presidente del Comité Olímpico Internacional Juan Antonio Samaranch.
Tras alcanzarse un número de participantes récord de 15 en la 10.ª edición (1954), y siendo ya permanente la presencia de selecciones sudamericanas y africanas, se decide desvincular el campeonato "mundial" del "europeo" con posterioridad a la 12.ª edición (1956). En lo sucesivo ambos se celebran por separado en años alternos, el europeo en los impares y el mundial en los pares.
En el terreno deportivo, Inglaterra gana los 2 primeros campeonatos mundiales (1936 y 1939), al igual que los 12 campeonatos europeos disputados antes de la Segunda Guerra Mundial. Sin embargo, tras la reanudación de la competición en 1947 (3.ª edición) la selección inglesa pasa a segundo plano, convirtiéndose Portugal en la gran dominadora de los campeonatos junto a Italia y, en especial, España.

### Segunda época: Campeonato Mundial único (1958-1982)
A partir de la 13.ª edición (1958) se comienza a disputar un Campeonato Mundial cada 2 años de forma separada al Campeonato Europeo. La inscripción deja de ser libre, quedando vinculada a los méritos deportivos en las competiciones continentales y limitándose el número de participantes a 10, hasta que en la 20.ª edición (1972) es ampliado a 12. Cabe destacar el debut mundialista de Argentina en 1960 logrando el 3.er lugar, siendo el primer equipo no europeo en finalizar entre los 4 primeros. El primer representante de Asia debuta en 1964 (Japón), el primero de América del Norte en 1966 (Estados Unidos), y el primero de Oceanía en 1968 (Nueva Zelanda). También debutan Australia en 1970 y Mozambique en 1978, independizada de Portugal apenas 3 años antes.
En la 24.ª edición (1980), con el objeto de aumentar la difusión internacional de este deporte, se propicia otra vez la libre inscripción en el campeonato y debutan Colombia, Canadá e India. En la 25.ª edición (1982) se alcanza un récord de participación con 22 selecciones, apareciendo por primera vez Angola, México, Venezuela y Guatemala. La participación de equipos de muy diferente nivel da lugar una goleadas excesivamente escandalosas (Suiza: 56 - India: 0; Portugal: 52 - Guatemala: 1; Países Bajos: 40 - India: 0; Argentina: 39 - Japón: 1; Suiza: 30 - Irlanda: 1), lo que hace que se replanteara la libre inscripción en el campeonato dividiéndolo en dos, dando cabida a las selecciones más débiles en el nuevo Campeonato Mundial B a partir de 1984.
En el terreno deportivo, los títulos se reparten entre Portugal y España hasta que en 1978 se proclama campeona del mundo Argentina. Además de estas tres selecciones la única que pudo obtener alguna medalla en esta época fue Italia. Otras selecciones como Suiza, Países Bajos, Alemania y Chile alcanzaron las semifinales en distintas ocasiones, pero sin poder lograr el tercer puesto.

### Tercera época: Campeonatos Mundiales A y B (1984-2016)
A partir de las 26.ª edición (1984) el campeonato queda dividido en dos niveles disputándose ambos en los años pares y vinculados entre sí por un sistema de ascensos y descensos, de forma tal que los 3 últimos clasificados del Campeonato A disputen la siguiente edición del Campeonato B, y los 3 primeros clasificados del Campeonato B disputen la siguiente edición del Campeonato A. De este modo el Campeonato A queda conformado por los 10 primeros clasificados de la edición anterior, mientras que el Campeonato B se configura con inscripción libre. Este sistema permanece hasta la 28.ª edición, en 1988.
La 29.ª edición del Campeonato A se disputa en 1989, ampliándose a 12 participantes y separándose del Campeonato B, el cual queda pendiente para el año siguiente. Desde entonces ambos campeonatos se disputan en años alternos: el Campeonato A los años impares y el Campeonato B los años pares, manteniéndose el mismo sistema de ascensos y descensos. A partir de la 35.ª edición (2001) el cupo de participantes del Campeonato A queda establecido en 16.
Este sistema dificulta la aparición de nuevas selecciones en el Campeonato A. No obstante consiguen debutar en esta categoría Andorra en 1993, Macao en 2005, Sudáfrica en 2011 y Austria en 2013.
En el terreno deportivo la hegemonía se mantiene entre Portugal, Argentina, Italia y fundamentalmente España, ganadora de las ediciones de 2005, 2007, 2009, 2011 y 2013, siendo la primera selección en conseguir 5 títulos consecutivos. Mención especial merecen los subcampeonatos obtenidos por Países Bajos en 1991 y por Suiza en 2007, y los cuartos puestos por Chile, Brasil y Alemania. También logra el 4º puesto Mozambique en 2011, máximo logro para un equipo ni europeo ni sudamericano.

### Cuarta época: Juegos Mundiales de Patinaje (desde 2017)
A partir de 2017 el Campeonato mundial se disputa integrado en los Juegos Mundiales de Patinaje simultáneamente a los correspondientes campeonatos mundiales de las restantes modalidades de patinaje.

### Sedes del Campeonato Mundial A
El Campeonato Mundial A se ha celebrado en 46 ocasiones entre 1936 y 2024, de los cuales 32 han sido en Europa, 12 en América (por primera vez en 1962 en Chile en su 15.ª edición), una vez en África (en 2013 en Angola) y una vez en Asia, más una segunda edición asiática que tendrá lugar en 2026. No se ha disputado aún en Oceanía.
Por ciudades, las que más veces han organizado el Campeonato Mundial A hasta 2022 inclusive son San Juan (Argentina) en seis ocasiones, seguida por Oporto (Portugal) y Barcelona (España) con 5 veces cada una. En 3 ocasiones cada una lo han hecho Montreaux (Suiza) y Lisboa (Portugal).
Por naciones, han organizado el Campeonato Mundial A hasta 2024 inclusive: Portugal y España 10 veces, Argentina 6 veces, Italia 5 veces, Suiza 4 veces, Brasil 3 veces, Chile y Alemania 2 veces cada una, y Estados Unidos, Angola, Francia y China 1 sola vez cada una. Hay que añadir que la edición de 2026 se disputará por primera vez en Paraguay.

### Historial del Campeonato Mundial A
| Año          | Sede                                    |                   | Campeón         | Final Resultado   | Subcampeón |                 | Tercer lugar     | Resultado | Cuarto lugar |
| 1936 I       | Stuttgart, Alemania                     | Inglaterra (R.U.) | Lig.            | Italia            | Portugal   | Lig.            | Suiza            |           |              |
| 1939 II      | Montreux, Suiza                         | Inglaterra (R.U.) | Lig.            | Italia            | Portugal   | Lig.            | Bélgica          |           |              |
| 1947 III     | Lisboa, Portugal                        | Portugal          | Lig.            | Bélgica           | España     | Lig.            | Italia           |           |              |
| 1948 IV      | Montreux, Suiza                         | Portugal          | Lig.            | Inglaterra (R.U.) | Italia     | Lig.            | España           |           |              |
| 1949 V       | Lisboa, Portugal                        | Portugal          | Lig.            | España            | Italia     | Lig.            | Bélgica          |           |              |
| 1950 VI      | Milán, Italia                           | Portugal          | Lig.            | Italia            | Suiza      | Lig.            | España           |           |              |
| 1951 VII     | Barcelona, España                       | España            | Lig.            | Portugal          | Italia     | Lig.            | Bélgica          |           |              |
| 1952 VIII    | Oporto, Portugal                        | Portugal          | Lig.            | Italia            | España     | Lig.            | Bélgica          |           |              |
| 1953 IX      | Ginebra, Suiza                          | Italia            | Lig.            | Portugal          | España     | Lig.            | Suiza            |           |              |
| 1954 X       | Barcelona, España                       | España            | Lig.            | Portugal          | Italia     | Lig.            | Bélgica          |           |              |
| 1955 XI      | Milán, Italia                           | España            | Lig.            | Italia            | Portugal   | Lig.            | Suiza            |           |              |
| 1956 XII     | Oporto, Portugal                        | Portugal          | Lig.            | España            | Italia     | Lig.            | Alemania         |           |              |
| 1958 XIII    | Oporto, Portugal                        | Portugal          | Lig.            | España            | Italia     | Lig.            | Países Bajos     |           |              |
| 1960 XIV     | Madrid, España                          | Portugal          | Lig.            | España            | Argentina  | Lig.            | Italia           |           |              |
| 1962 XV      | Santiago, Chile                         | Portugal          | Lig.            | Italia            | España     | Lig.            | Suiza            |           |              |
| 1964 XVI     | Barcelona, España                       | España            | Lig.            | Portugal          | Italia     | Lig.            | Países Bajos     |           |              |
| 1966 XVII    | São Paulo, Brasil                       | España            | Lig.            | Portugal          | Argentina  | Lig.            | Italia           |           |              |
| 1968 XVIII   | Oporto, Portugal                        | Portugal          | Lig.            | España            | Argentina  | Lig.            | Italia           |           |              |
| 1970 XIX     | San Juan, Argentina                     | España            | Lig.            | Portugal          | Italia     | Lig.            | Argentina        |           |              |
| 1972 XX      | La Coruña, España                       | España            | Lig.            | Portugal          | Argentina  | Lig.            | Alemania Federal |           |              |
| 1974 XXI     | Lisboa, Portugal                        | Portugal          | Lig.            | España            | Argentina  | Lig.            | Alemania Federal |           |              |
| 1976 XXII    | Oviedo, España                          | España            | Lig.            | Argentina         | Portugal   | Lig.            | Alemania Federal |           |              |
| 1978 XXIII   | San Juan, Argentina                     | Argentina         | Lig.            | España            | Portugal   | Lig.            | Alemania Federal |           |              |
| 1980 XXIV    | Talcahuano, Chile                       | España            | Lig.            | Argentina         | Portugal   | Lig.            | Chile            |           |              |
| 1982 XXV     | Barcelos / Oporto, Portugal             | Portugal          | Lig.            | España            | Argentina  | Lig.            | Chile            |           |              |
| 1984 XXVI    | Novara, Italia                          | Argentina         | Lig.            | Italia            | Portugal   | Lig.            | España           |           |              |
| 1986 XVII    | Sertãozinho, Brasil                     | Italia            | Lig.            | España            | Portugal   | Lig.            | Argentina        |           |              |
| 1988 XXVIII  | La Coruña, España                       | Italia            | Lig.            | España            | Portugal   | Lig.            | Argentina        |           |              |
| 1989 XXIX    | San Juan, Argentina                     | España            | 2:1             | Portugal          | Italia     | 11:2            | Chile            |           |              |
| 1991 XXX     | Braga / Oporto, Portugal                | Portugal          | 7:0             | Países Bajos      | Argentina  | 4:0             | Brasil           |           |              |
| 1993 XXXI    | Lodi/Bassano/Sesto San Giovanni, Italia | Portugal          | 3:3 4:3 penales | Italia            | Argentina  | 3:2             | España           |           |              |
| 1995 XXXII   | Recife, Brasil                          | Argentina         | 5:1             | Portugal          | España     | 2:0             | Brasil           |           |              |
| 1997 XXXIII  | Wuppertal, Alemania                     | Italia            | 5:0             | Argentina         | España     | 3:1             | Portugal         |           |              |
| 1999 XXXIV   | Reus, España                            | Argentina         | 1:0             | España            | Portugal   | 5:4             | Italia           |           |              |
| 2001 XXXV    | San Juan, Argentina                     | España            | 2:2 3:2 penales | Argentina         | Italia     | 5:3             | Portugal         |           |              |
| 2003 XXXVI   | Oliveira de Azeméis, Portugal           | Portugal          | 1:0             | Italia            | España     | 3:1             | Argentina        |           |              |
| 2005 XXXVII  | San José, Estados Unidos                | España            | 2:1             | Argentina         | Portugal   | 4:3             | Italia           |           |              |
| 2007 XXXVIII | Montreux, Suiza                         | España            | 8:1             | Suiza             | Argentina  | 3:2             | Italia           |           |              |
| 2009 XXXIX   | Pontevedra / Vigo, España               | España            | 3:1             | Argentina         | Portugal   | 8:3             | Brasil           |           |              |
| 2011 XL      | San Juan, Argentina                     | España            | 5:4             | Argentina         | Portugal   | 9:2             | Mozambique       |           |              |
| 2013 XLI     | Luanda, Angola                          | España            | 4:3             | Argentina         | Portugal   | 10:3            | Chile            |           |              |
| 2015 XLII    | La Roche-sur-Yon, Francia               | Argentina         | 6:1             | España            | Portugal   | 7:3             | Alemania         |           |              |
| 2017 XLIII   | Nankín, China                           | España            | 3:3 2:1 penales | Portugal          | Argentina  | 4:2             | Italia           |           |              |
| 2019 XLIV    | Barcelona, España                       | Portugal          | 0:0 2:1 penales | Argentina         | España     | 5:0             | Francia          |           |              |
| 2022 XLV     | San Juan, Argentina                     | Argentina         | 4:2             | Portugal          | Francia    | 5:5 3:2 penales | Italia           |           |              |
| 2024 XLVI    | Novara, Italia                          | España            | 2:1             | Argentina         | Italia     | 3:2             | Portugal         |           |              |

### Palmarés del Campeonato Mundial A
| Núm. | País         | Oro | Plata | Bronce | Total |
| ---- | ------------ | --- | ----- | ------ | ----- |
| 1    | España       | 18  | 12    | 8      | 38    |
| 2    | Portugal     | 16  | 11    | 15     | 42    |
| 3    | Argentina    | 6   | 10    | 10     | 26    |
| 4    | Italia       | 4   | 9     | 11     | 24    |
| 5    | Inglaterra   | 2   | 1     | 0      | 3     |
| 6    | Suiza        | 0   | 1     | 1      | 2     |
| 7    | Bélgica      | 0   | 1     | 0      | 1     |
|      | Países Bajos | 0   | 1     | 0      | 1     |
| 9    | Francia      | 0   | 0     | 1      | 1     |

## Campeonato Mundial B
El Campeonato Mundial B se empezó a disputar cada 2 años desde 1984 con inscripción libre para los seleccionados que no disputan el Campeonato Mundial A. Los 3 primeros clasificados disputan el siguiente Campeonato A. En las 2 primeras ediciones participan 9 selecciones y en la tercera participan 12, registrándose en esta época los debuts de Macao, Costa Rica, Taiwán y Ecuador.
El Hockey sobre Patines adquiere por primera vez la condición de Deporte Olímpico al ser incluido como deporte de exhibición en los Juegos Olímpicos de 1992 de Barcelona, en los que compiten los 12 participantes del Campeonato Mundial A de 1991. Esto implica que los 3 primeros clasificados en la 4.ª edición del Campeonato Mundial B (1990) quedan clasificados automáticamente para dichos Juegos Olímpicos. Esta circunstancia despierta el interés de muchas federaciones, junto con la voluntad de la FIRS de presentar un nutrido grupo de selecciones como participantes en sus competiciones. De este modo, la edición de 1990 tiene un récord de participación de 22 equipos, y el ciclo de campeonatos mundiales 1990-1991 alcanza un récord de partición no superado hasta hoy (2024) con 31 selecciones distintas entre ambos campeonatos. En 1990 debutaron 7 nuevas selecciones: Pakistán, China, Corea del Sur, Cuba y Hong Kong, junto a Andorra y Austria, los primeros países europeos que se incorporan desde que lo hiciera Yugoslavia en 1955.
En las posteriores ediciones el número de participantes se reduce nuevamente, oscilando entre 10 y 19. Se incorporan Sudáfrica, Israel, Corea del Norte y Bangladés. En la edición de 2004 la FIRS admite provisionalmente a la selección de Cataluña, proclamándose campeona del Campeonato Mundial B. No obstante, como la legislación española prohíbe la participación de selecciones regionales en las mismas competiciones en las que participe la selección de España, la admisión definitiva de Cataluña no tiene lugar y deja de participar en campeonatos oficiales.
El Campeonato Mundial B nunca ha alcanzado excesiva relevancia mediática ni de público. Por ello, en 2011 la FIRS plantea la posibilidad de reunificar ambos Campeonatos Mundiales y así propiciar el crecimiento de las selecciones más débiles. Sin embargo, en el congreso celebrado tras la disputa del Campeonato Mundial A se acuerda que el Campeonato Mundial B se dispute en 2012, designando como sede a la ciudad de Canelones, en Uruguay, postponiendo la decisión de unificación. Dicho torneo se disputa del 24 de noviembre al 1º de diciembre, logrando retornar al Mundial A los seleccionados de Sudáfrica e Inglaterra y alcanzando por primera vez la máxima categoría el de Austria.
Tras la disputa del Campeonato Mundial B 2012 en Canelones, la FIRS ofrece la organización del siguiente mundial a Países Bajos, cuya selección no había logrado el ascenso. La Federación Neerlandesa en un principio se muestra favorable a aceptar la propuesta, pero finalmente declina. En 2013 se debate nuevamente la posibilidad de suprimir el Mundial B y permitir que el Campeonato mundial A de hockey patines masculino de 2015 tuviera la participación abierta a todas las selecciones que desearan inscribirse. Finalmente se desecha esta idea y en julio de 2014 se decide conceder nuevamente la organización a la ciudad uruguaya de Canelones, a la vista de la buena organización y el éxito de público que se había experimentado en la edición 2012.
Desde 2017 el Campeonato Mundial B fue descontinuado a raíz de la creación de los Juegos Mundiales de Patinaje, compitiendo simultáneamente todas las selecciones inscritas, pero dividiéndose en tres niveles.  Se crea como segundo nivel la Copa FIRS, llamada Campeonato Intercontinental desde 2019 , la cual permite a los mejores clasificados el acceso a la segunda fase de la Copa Mundial (anteriormente "Copa Mundial A"); y como tercer nivel con las selecciones se crea  la Copa Confederaciones, renombrada como Campeonato Challenger, una competición cerrada que no permite promocionar a la categoría superior.

### Historial del Campeonato Mundial B y sucesores
| Año                 | Sede                      |                | Campeón | Final Resultado | Subcampeón   |      | Tercer lugar   | Resultado | Cuarto lugar |
| 1984 I Mundial B    | París, Francia            | Francia        | Lig.    | Bélgica         | Inglaterra   | Lig. | Angola         |           |              |
| 1986 II Mundial B   | Ciudad de México, México  | Alemania       | Lig.    | Países Bajos    | Mozambique   | Lig. | Australia      |           |              |
| 1988 III Mundial B  | Bogotá, Colombia          | Colombia       | Lig.    | Suiza           | Chile        | Lig. | Australia      |           |              |
| 1990 IV Mundial B   | Macao, Portugal           | Brasil         | 1:0     | Suiza           | Australia    | 4:1  | Inglaterra     |           |              |
| 1992 V Mundial B    | Andorra la Vieja, Andorra | Andorra        | 5:2     | Francia         | Angola       | 2:1  | Mozambique     |           |              |
| 1994 VI Mundial B   | Santiago, Chile           | Francia        | 4:1     | Angola          | Chile        | 5:1  | Colombia       |           |              |
| 1996 VII Mundial B  | Veracruz, México          | Estados Unidos | 4:1     | Países Bajos    | Colombia     | 5:1  | Andorra        |           |              |
| 1998 VIII Mundial B | Macao, Portugal           | Chile          | 5:4     | Estados Unidos  | Mozambique   | 7:4  | Andorra        |           |              |
| 2000 IX Mundial B   | Chatham, Reino Unido      | Inglaterra     | 2:0     | Países Bajos    | Canadá       | 8:3  | Uruguay        |           |              |
| 2002 X Mundial B    | Montevideo, Uruguay       | Andorra        | 5:4     | Colombia        | Inglaterra   | 3:1  | Uruguay        |           |              |
| 2004 XI Mundial B   | Macao, China              | Cataluña       | 6:0     | Inglaterra      | Andorra      | 2:0  | Macao          |           |              |
| 2006 XII Mundial B  | Montevideo, Uruguay       | Mozambique     | Lig.    | Países Bajos    | Colombia     | Lig. | Macao          |           |              |
| 2008 XIII Mundial B | Vanderbijlpark, Sudáfrica | Estados Unidos | 7:3     | Países Bajos    | Colombia     | 9:1  | Sudáfrica      |           |              |
| 2010 XIV Mundial B  | Dornbirn, Austria         | Estados Unidos | Lig.    | Sudáfrica       | Países Bajos | Lig. | Austria        |           |              |
| 2012 XV Mundial B   | Canelones, Uruguay        | Sudáfrica      | 4:3     | Inglaterra      | Austria      | 3:1  | Uruguay        |           |              |
| 2014 XVI Mundial B  | Canelones, Uruguay        | Austria        | 1:0     | Inglaterra      | Países Bajos | 1:0  | Estados Unidos |           |              |
| 2017 I Copa FIRS    | Nanking, China            | Francia        | 6-4     | Alemania        | Países Bajos | 5-3  | Austria        |           |              |
| 2019 I Intercont.   | San Cugat, España         | Mozambique     | 4-3     | Andorra         | Suiza        | 7-4  | Alemania       |           |              |
| 2022 II Intercont.  | San Juan, Argentina       | Colombia       | 7-4     | Mozambique      | Andorra      | 3-2  | Suiza          |           |              |
| 2024 III Intercont. | Novara, Italia            | Chile          | 8-4     | Inglaterra      | Colombia     | 6-1  | Estados Unidos |           |              |

### Palmarés del Campeonato Mundial B y sucesores
| Núm. | País           | Oro | Plata | Bronce | Total |
| ---- | -------------- | --- | ----- | ------ | ----- |
| 1    | Estados Unidos | 3   | 1     | -      | 4     |
|      | Francia        | 3   | 1     | -      | 4     |
| 3    | Colombia       | 2   | 1     | 4      | 7     |
| 4    | Andorra        | 2   | 1     | 2      | 5     |
| 5    | Mozambique     | 2   | 1     | 2      | 5     |
| 6    | Chile          | 2   | -     | 2      | 4     |
| 7    | Inglaterra     | 1   | 4     | 2      | 7     |
| 8    | Sudáfrica      | 1   | 1     | -      | 2     |
|      | Alemania       | 1   | 1     | -      | 2     |
| 10   | Austria        | 1   | -     | 1      | 2     |
| 11   | Brasil         | 1   | -     | -      | 1     |
|      | Cataluña       | 1   | -     | -      | 1     |
| 13   | Países Bajos   | -   | 5     | 3      | 8     |
| 14   | Suiza          | -   | 2     | 1      | 3     |
| 15   | Angola         | -   | 1     | 1      | 2     |
| 16   | Bélgica        | -   | 1     | -      | 1     |
| 17   | Australia      | -   | -     | 1      | 1     |
| 18   | Canadá         | -   | -     | 1      | 1     |
|      | Total          | 20  | 20    | 20     | 60    |

## Campeonato Mundial C

### Palmarés del Campeonato Mundial C y sucesores
| Año                 | Sede                |                | Campeón | Final Resultado | Subcampeón   |      | Tercer lugar | Resultado | Cuarto lugar |
| 2017 I Confed.      | Nanking, China      | Israel         | Lig.    | India           | Japón        | Lig. | Australia    |           |              |
| 2019 I Challenger   | Tarrasa, España     | Países Bajos   | 8-0     | Bélgica         | Uruguay      | 4-0  | India        |           |              |
| 2022 II Challenger  | San Juan, Argentina | Estados Unidos | 8-0     | Uruguay         | Egipto       | 4-0  | Sudáfrica    |           |              |
| 2024 III Challenger | Novara, Italia      | Austria        | 7-3     | Uruguay         | Países Bajos | 9-6  | Israel       |           |              |

| Núm. | País           | Oro | Plata | Bronce | Total |
| ---- | -------------- | --- | ----- | ------ | ----- |
| 1    | Países Bajos   | 1   | -     | 1      | 2     |
| 2    | Israel         | 1   | -     | -      | 1     |
|      | Estados Unidos | 1   | -     | -      | 1     |
|      | Austria        | 1   | -     | -      | 1     |
| 5    | Uruguay        | -   | 2     | 1      | 3     |
| 6    | India          | -   | 1     | -      | 1     |
|      | Bélgica        | -   | 1     | -      | 1     |
| 8    | Japón          | -   | -     | 1      | 1     |
|      | Egipto         | -   | -     | 1      | 1     |
|      | Total          | 4   | 4     | 4      | 12    |

## Participantes en los Campeonatos Mundiales
Un total de 46 selecciones han participado en alguna de las 46 ediciones disputadas del Campeonato mundial; 17 pertenecen a Europa (incluyendo a Israel), 13 a América, 10 a Asia, 4 a África y 2 a Oceanía. Únicamente Portugal e Italia han participado en todas las ediciones.
La participación en la Copa FIRS y en el Campeonato Intercontinental se asimila a la participación en el Mundial A; la participación en la Copa Confederaciones y en el Campeonato Challenguer se asimila a la participación en el Mundial B.
Resumen de participaciones:
| Selección       | Participaciones |        |           |           |   |
| Selección       | Primera         | Última | Mundial A | Mundial B |   |
| --------------- | --------------- | ------ | --------- | --------- | - |
| Selección       | Portugal        | 1936   | 2024      | 46        | - |
| Selección       | Italia          | 1936   | 2024      | 46        | - |
| Suiza           | 1936            | 2024   | 39        | 2         |   |
| Alemania        | 1936            | 2024   | 40        | 1         |   |
| Francia         | 1936            | 2024   | 36        | 4         |   |
| Inglaterra      | 1936            | 2024   | 27        | 12        |   |
| Bélgica         | 1936            | 2019   | 18        | 3         |   |
| España          | 1947            | 2024   | 44        | -         |   |
| Países Bajos    | 1948            | 2024   | 37        | 9         |   |
| Egipto          | 1948            | 2024   | 8         | 5         |   |
| Dinamarca       | 1951            | 1958   | 6         | -         |   |
| Irlanda         | 1951            | 1984   | 5         | 1         |   |
| Brasil          | 1953            | 2024   | 28        | 1         |   |
| Chile           | 1954            | 2024   | 27        | 4         |   |
| Uruguay         | 1954            | 2024   | 5         | 12        |   |
| Noruega         | 1954            | 1956   | 3         | -         |   |
| Yugoslavia      | 1955            | 1955   | 1         | -         |   |
| Argentina       | 1960            | 2024   | 33        | -         |   |
| Japón           | 1964            | 2024   | 8         | 14        |   |
| Estados Unidos  | 1966            | 2024   | 26        | 8         |   |
| Nueva Zelanda   | 1968            | 2024   | 5         | 16        |   |
| Australia       | 1972            | 2024   | 11        | 15        |   |
| Mozambique      | 1978            | 2024   | 14        | 8         |   |
| Colombia        | 1980            | 2024   | 14        | 9         |   |
| Canadá          | 1980            | 2000   | 2         | 6         |   |
| India           | 1980            | 2024   | 1         | 9         |   |
| Angola          | 1982            | 2024   | 20        | 3         |   |
| México          | 1982            | 2024   | 1         | 12        |   |
| Venezuela       | 1982            | 1990   | 1         | 2         |   |
| Guatemala       | 1982            | 1982   | 1         | -         |   |
| Macao           | 1984            | 2019   | 2         | 15        |   |
| Costa Rica      | 1986            | 1986   | -         | 1         |   |
| Taiwán          | 1988            | 2019   | -         | 6         |   |
| Ecuador         | 1988            | 1988   | -         | 1         |   |
| Andorra         | 1990            | 2024   | 9         | 5         |   |
| Austria         | 1990            | 2024   | 4         | 15        |   |
| Pakistán        | 1990            | 2000   | -         | 4         |   |
| China           | 1990            | 2024   | -         | 5         |   |
| Corea del Sur   | 1990            | 2002   | -         | 3         |   |
| Cuba            | 1990            | 1990   | -         | 1         |   |
| Hong Kong       | 1990            | 1990   | -         | 1         |   |
| Sudáfrica       | 1992            | 2024   | 4         | 12        |   |
| Israel          | 1992            | 2024   | 2         | 7         |   |
| Corea del Norte | 1998            | 2004   | -         | 2         |   |
| Cataluña        | 2004            | 2004   | -         | 1         |   |
| Bangladés       | 2008            | 2008   | -         | 1         |   |

Otros ocho países han conformado alguna vez selecciones nacionales para participar en campeonatos continentales, pero nunca se han inscrito en un campeonato mundial: Puerto Rico (1979), Alemania Oriental (1990), Rusia (1994), Eslovenia (1994), Hungría (1994), Suecia (1998), Escocia (2001) y Paraguay (2013).